# Ovejas y Lobos (cortometraje peruano)
Ovejas y Lobos es un cortometraje peruano estrenado en 2024 y dirigido por Alex Fischman Cárdenas. Fue grabado en idioma quechua. Ha sido galardonado en festivales de países como Francia, Inglaterra, España, Cuba, entre otros.

## Sinopsis
Una madre pierde todo rastro de su hijo durante el apogeo del conflicto armado interno peruano. Desesperada, emprende su búsqueda a través de zonas peligrosas, hostiles e inhóspitas con un objetivo que parece imposible de alcanzar. El cortometraje utilizó testimonios reales para dotar de cercanía y verosimilitud a la historia.

## Producción
El rodaje fue realizado en los Andes de Huaraz y presentó diversas dificultades técnicas debido a la falta de recursos necesarios. Tuvo su estreno en el Festival Internacional de Cortometrajes de Clermont-Ferrand de Francia. Además, participó en diversos festivales a nivel mundial, tales como el Festival de Cine de Raindance en Inglaterra, el Festival Internacional de Cine de Palm Springs en Estados Unidos, el Festival de Cine de Zaragoza en España, el Festival Doku en Kosovo, el Festival de Cine de Lucania en Italia, entre otros.

## Reparto
El cortometraje cuenta con la participación de los siguientes actores:
- Amiel Cayo como Padre Guillermo
- Sylvia Majo como Rosa
- Aníbal Lozano Herrera como Félix

## Premios
| Año  | Festival                                       | País   | Categoría                 | Resultado | Ref.  |
| ---- | ---------------------------------------------- | ------ | ------------------------- | --------- | ----- |
| 2024 | Festival de Cine de Zaragoza                   | España | «Mejor cortometraje»      | Ganadora  | [ 1 ] |
| 2024 | Festival Internacional de Cine Pobre de Gibara | Cuba   | «Premio del Jurado Joven» | Ganadora  | [ 1 ] |
| 2024 | Festival de Cine de Lima                       | Perú   | «Premio de la Audiencia»  | Ganadora  | [ 1 ] |
| 2024 | Festival de Cine de Lima                       | Perú   | «Premio del Jurado»       | Ganadora  | [ 1 ] |